# (37762) 1997 GU1
1997 GU1 (asteroide 37762) é um asteroide da cintura principal. Possui uma excentricidade de 0.14160560 e uma inclinação de 0.83535º.
Este asteroide foi descoberto no dia 2 de abril de 1997 por Spacewatch em Kitt Peak.